# Cybernétique en URSS

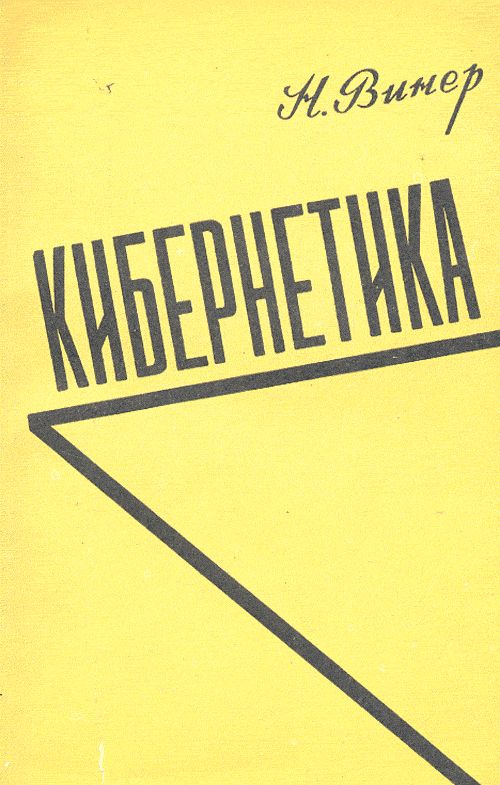
La première édition en russe de l'ouvrage de Norbert Wiener, datant de 1958.

La cybernétique a exercé une influence considérable sur les recherches scientifiques menées en URSS dans les années 1960 et 1970. 
La popularité de ce champ interdisciplinaire introduit en 1948 par l'ouvrage homonyme de Norbert Wiener se traduit par l'élaboration de disciplines « cybernétisées » : la génomique devint ainsi la physiologie cybernétique tandis que l'économie mathématisée se réinventa en économie cybernétique. La réception initiale des idées élaborées par Wiener et ses collègues des Conférences Macy n'augurait pas d'un tel succès. Au début des années 1950, la cybernétique est étiquetée parmi les pseudo-sciences bourgeoises, visant à légitimer l'idéologie des sociétés libérales et capitalistiques sans avoir aucun fondement scientifique réel,,,. Le début d'un mouvement cybernétique soviétique a été signalé pour la première fois par deux articles, publiés ensemble dans le volume de juillet-août 1955 de Voprosy Filosofii : The Main Features of Cybernetics par Sergueï Sobolev, Alexeï Liapounov, et Anatoly Kitov, et What is Cybernetics par Ernst Kolman. Selon Benjamin Peters, ces « deux articles soviétiques ont préparé le terrain pour la révolution de la cybernétique en Union soviétique »,.
La cybernétique est également étudiée par promue par des intellectuels d'autres pays du bloc socialiste, comme Georg Klaus en République Démocratique Allemande ou Henryk Greniewski et Oskar Lange en Pologne.